# Sinja Glava
Sinja Glava (en serbe cyrillique : Сиња Ггава) est un village de Serbie situé dans la municipalité de Pirot, district de Pirot. Au recensement de 2011, il comptait 56 habitants.

## Démographie
| 1948 | 1953 | 1961 | 1971 | 1981 | 1991 | 2002 | 2011 |
| ---- | ---- | ---- | ---- | ---- | ---- | ---- | ---- |
| 537  | 554  | 461  | 396  | 299  | 190  | 138  | 56   |

|  |